# Salmon River (Digby County)
Salmon River (Frans: Rivière-aux-Saumons) is een dorp in Digby County in het uiterste westen van de Canadese provincie Nova Scotia.

## Geografie
Het dorp is bereikbaar via zowel de Nova Scotia Trunk 1 als de aan die baan parallel lopende Nova Scotia Highway 101.
| Aangrenzende plaatsen | Aangrenzende plaatsen | Aangrenzende plaatsen | Aangrenzende plaatsen | Aangrenzende plaatsen |
| --------------------- | --------------------- | --------------------- | --------------------- | --------------------- |
|                       |                       | Mavillette            |                       | Mayflower             |
|                       |                       |                       |                       |                       |
|                       | Lake Doucette         |                       |                       |                       |
|                       |                       |                       |                       |                       |
|                       |                       | Woodvale              |                       |                       |